# حمله هوایی به ساختمان دولتی میکولایف
در ۲۹ مارس ۲۰۲۲، نیروهای روسی در جریان نبرد میکولایف، ستاد فرماندهی منطقه را مورد حمله هوایی قرار دادند.

## حمله هوایی

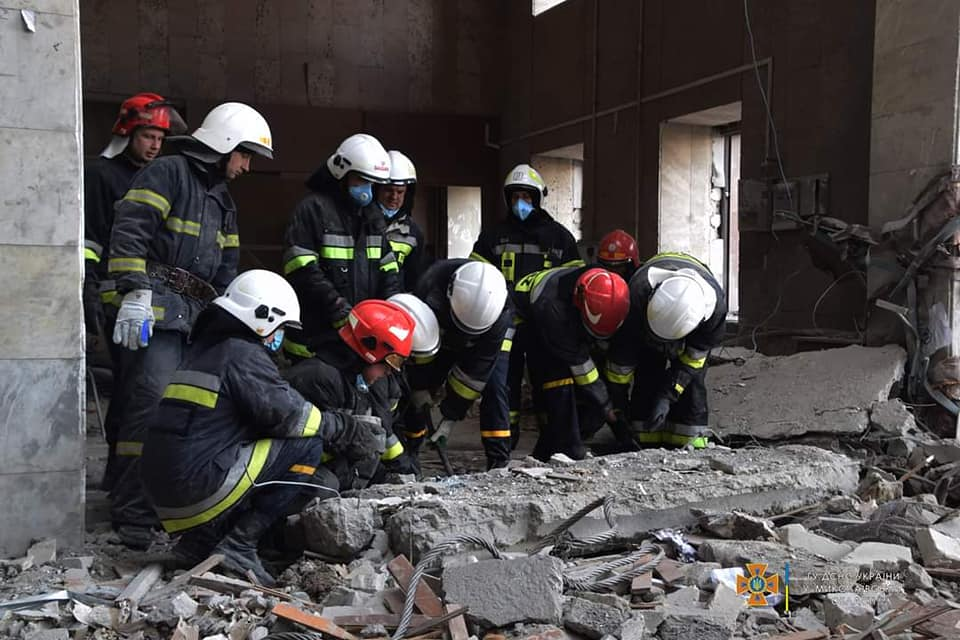
اداره ایالتی منطقه ای میکولایف (اوکراین) پس از حمله موشکی روسیه در صبح روز 29 مارس 2022، در جریان تهاجم روسیه به اوکراین. در 31 مارس، خدمات اورژانس اوکراین همچنان در داخل و اطراف ساختمان به کار خود ادامه داد. تا ساعت 13:00 31 مارس، 20 نفر کشته شدند. آواربرداری ادامه دارد

این حمله موشکی نیمی از ساختمان را ویران کرد، حفره عظیمی را در داخل ساختمان بر جای گذاشت و باعث آتش‌سوزی‌های زیاد شد. دفتر شهردار ویران شد.
در این حمله هوایی ۳۷ نفر کشته شدند و ۳۴ مجروح شدند.
ولودیمیر زلنسکی، رئیس‌جمهور اوکراین، اندکی بعد در ویدئویی برای فولکتینگ دانمارک، گزارش‌های مربوط به حمله هوایی را تأیید کرد.